# Lewan Ckitiszwili
Lewan Ckitiszwili (gruz. ლევან ცქიტიშვილი; ur. 10 października 1976 w Tbilisi) – piłkarz gruziński grający na pozycji defensywnego pomocnika.

## Kariera klubowa
Ckitiszwili pochodzi ze stolicy Gruzji, Tbilisi. Piłkarską karierę rozpoczynał w tamtejszym Dinamie Tbilisi. W jego barwach zadebiutował w 1994 roku w gruzińskiej pierwszej lidze. Wtedy też Dinamo dominowało w lidze i Ckitiszwili sześciokrotnie z rzędu zdobywał mistrzostwo kraju, a działo się to w latach 1994–1999. Sukcesy osiągał także w Pucharze Gruzji, gdy w latach 1994–1997 czuł się zdobywcą tego trofeum.
Zimą 1999 Ckitiszwili przeszedł do niemieckiego SC Freiburg i dołączył do swoich rodaków w tym zespole, Lewana Kobiaszwili oraz Aleksandra Iaszwili. W Bundeslidze Gruzin zadebiutował 20 lutego w zremisowanym 1:1 wyjazdowym meczu z Bayerem 04 Leverkusen, wchodząc na boisko w 90. minucie za Mirana Pavlina. W sezonie 1999/2000 w 3. kolejce strzelił gola w meczu z TSV 1860 Monachium (3:0), ale już w następnym meczu doznał kontuzji, która wyeliminowała go z gry do końca sezonu. W sezonie 2000/2001 wrócił do składu Freiburga i jako rezerwowy osiągnął największy sukces w Bundeslidze – 6. miejsce. W sezonie 2001/2002 wystąpił ze swoim klubem w Pucharze UEFA dochodząc do 3. rundy, jednak na koniec sezonu Freiburg został zdegradowany do drugiej ligi. Ckitiszwili z Freiburgiem tylko rok spędził na drugim froncie i już w sezonie 2003/2004 ponownie pojawił się na boiskach niemieckiej ekstraklasy i przyczynił się do uniknięcia degradacji Sport Clubu w lidze. We Freiburgu Lewan grał jeszcze w sezonie 2004/2005, jednak zajmując ostatnią pozycję w lidze zespół ten wrócił w szeregi drugoligowców.
Sezon 2005/2006 Ckitiszwili rozpoczął jako zawodnik Metalurga Donieck, ale już rundę wiosenną spędził w VfL Wolfsburg, który zajmując 15. miejsce utrzymał się w Bundeslidze. Latem 2006 Gruzin wyjechał do Grecji i w sezonie 2006/2007 grał w Alpha Ethniki w zespole Panioniosu GSS. W 2007 roku wrócił do Gruzji i był piłkarzem Lokomotiwi Tbilisi, a trakcie sezonu 2008/2009 trafił do SV Wehen Wiesbaden z 2. Bundesligi.
| Sezon   | Klub               | Kraj    | Rozgrywki     | Mecze | Bramki |
| ------- | ------------------ | ------- | ------------- | ----- | ------ |
| 1993/94 | Dinamo Tbilisi     | Gruzja  | Umaglesi Liga | 20    | 2      |
| 1994/95 | Dinamo Tbilisi     | Gruzja  | Umaglesi Liga | 19    | 6      |
| 1995/96 | Dinamo Tbilisi     | Gruzja  | Umaglesi Liga | 19    | 6      |
| 1996/97 | Dinamo Tbilisi     | Gruzja  | Umaglesi Liga | 24    | 9      |
| 1997/98 | Dinamo Tbilisi     | Gruzja  | Umaglesi Liga | 26    | 1      |
| 1998/99 | Dinamo Tbilisi     | Gruzja  | Umaglesi Liga | 12    | 8      |
| 1998/99 | SC Freiburg        | Niemcy  | Bundesliga    | 14    | 0      |
| 1999/00 | SC Freiburg        | Niemcy  | Bundesliga    | 3     | 1      |
| 2000/01 | SC Freiburg        | Niemcy  | Bundesliga    | 20    | 0      |
| 2001/02 | SC Freiburg        | Niemcy  | Bundesliga    | 25    | 1      |
| 2002/03 | SC Freiburg        | Niemcy  | 2. Bundesliga | 30    | 2      |
| 2003/04 | SC Freiburg        | Niemcy  | Bundesliga    | 29    | 4      |
| 2004/05 | SC Freiburg        | Niemcy  | Bundesliga    | 20    | 1      |
| 2005/06 | Metałurh Donieck   | Ukraina | Wyszcza Liha  | 3     | 0      |
| 2005/06 | VfL Wolfsburg      | Niemcy  | Bundesliga    | 15    | 0      |
| 2006/07 | Panionios GSS      | Grecja  | Alpha Ethniki | 20    | 2      |
| 2007/08 | Lokomotiwi Tbilisi | Gruzja  | Umaglesi Liga | 7     | 1      |
| 2008/09 | SV Wehen Wiesbaden | Niemcy  | 2. Bundesliga | 3     | 0      |

## Kariera reprezentacyjna
W reprezentacji Gruzji Ckitiszwili zadebiutował 7 czerwca 1995 roku w wygranym 1:0 meczu z Walią, rozegranym w ramach kwalifikacji do Euro 96. W swojej karierze ma także występy w eliminacjach do MŚ 98, Euro 2000, MŚ 2002, Euro 2004, MŚ 2006, a obecnie Euro 2008.